# 广州医科大学附属第二医院
广州医科大学附属第二医院（簡稱广医二院，俗稱河南医院；同时为广州医科大学第二临床学院）位于中国广東省广州市，是一所三级甲等医院。
广医二院由昌岗院区（本部）、番禺院区和西院区组成。三个院区总占地面积11.1万平方米，全院超過2500张病床，现有超過3400名职員。

## 歷史
医院于1972年筹办，1975年部分投入使用，1982年建成。原归属广州市卫生局，名为广州市第十三人民医院，后改名为河南医院，1981年归广州医学院管理，1982年12月26日更名为“广州医学院第二附属医院”。2001年5月成为广州医学院第二临床学院。2013年6月医院正式更名为广州医科大学附属第二医院，广州医学院第二临床学院更名为广州医科大学第二临床学院。广州医科大学神经科学研究所、广州心血管疾病研究所设在该院。
广医二院在“2017中国医院竞争力排行榜”中入圍百強，排名“2017中国医院竞争力·顶级医院100强”榜单第100位，以及排名“2017广东省域医院30强”第12位。

## 院区分布

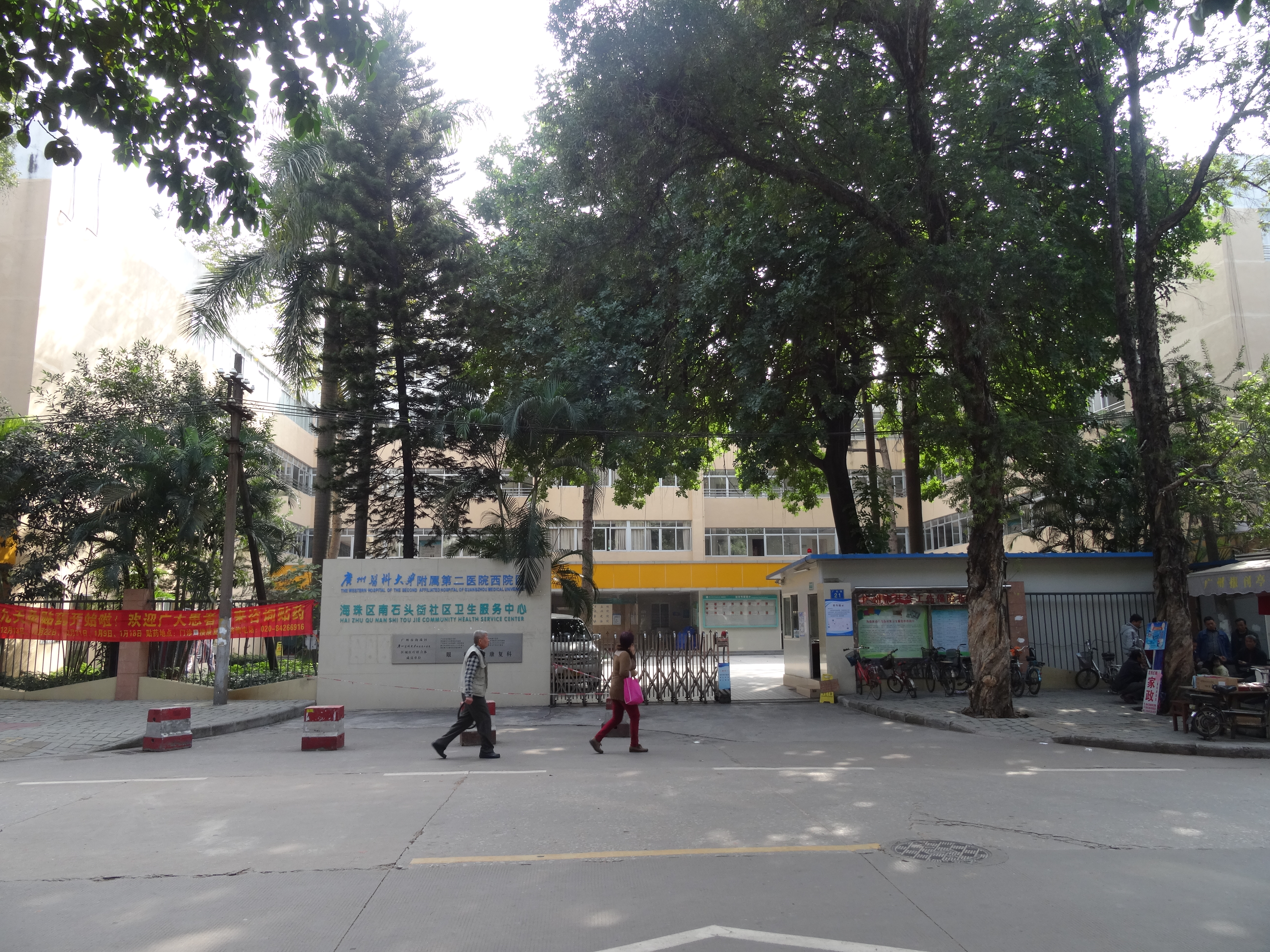
位於纸厂的西院区

昌岗院区（本部）位于海珠区昌岗东路250号，即江南大道南、昌崗東路交界東南角。2009年3月，高25層的新住院部大楼（现为“2号楼”）落成啓用。2013年6月，高15層的新門診部大楼（现为“1号楼”）也正式投入使用。
番禺院区位于番禺区亚运城，占地82亩，建筑面积6.6万平方米，设有门诊部、医技楼和住院大楼、病床500张。番禺院区由2010年广州亚运会运动员村门诊部发展而来，于2011年由广州医学院接管并易名为广州医学院第四附属医院，2013年更名为“广州医科大学附属第四医院”，2016年整体并入广医二院，成为其番禺院区。
西院区位于海珠区南石头街道广纸路，前身为“广纸医院”，2012年划转广州医科大学附属第二医院管理。目前，西院区也是“广州市海珠区南石头街道社区卫生服务中心”的所在地。

## 交通
昌岗院区（本部）
- 廣州地鐵
  - █2号线、█8号线：昌岗站 A、B出口

西院区
- 廣州地鐵
  - █11号线、█广佛线：燕岗站 B出口

番禺院区
- 廣州地鐵

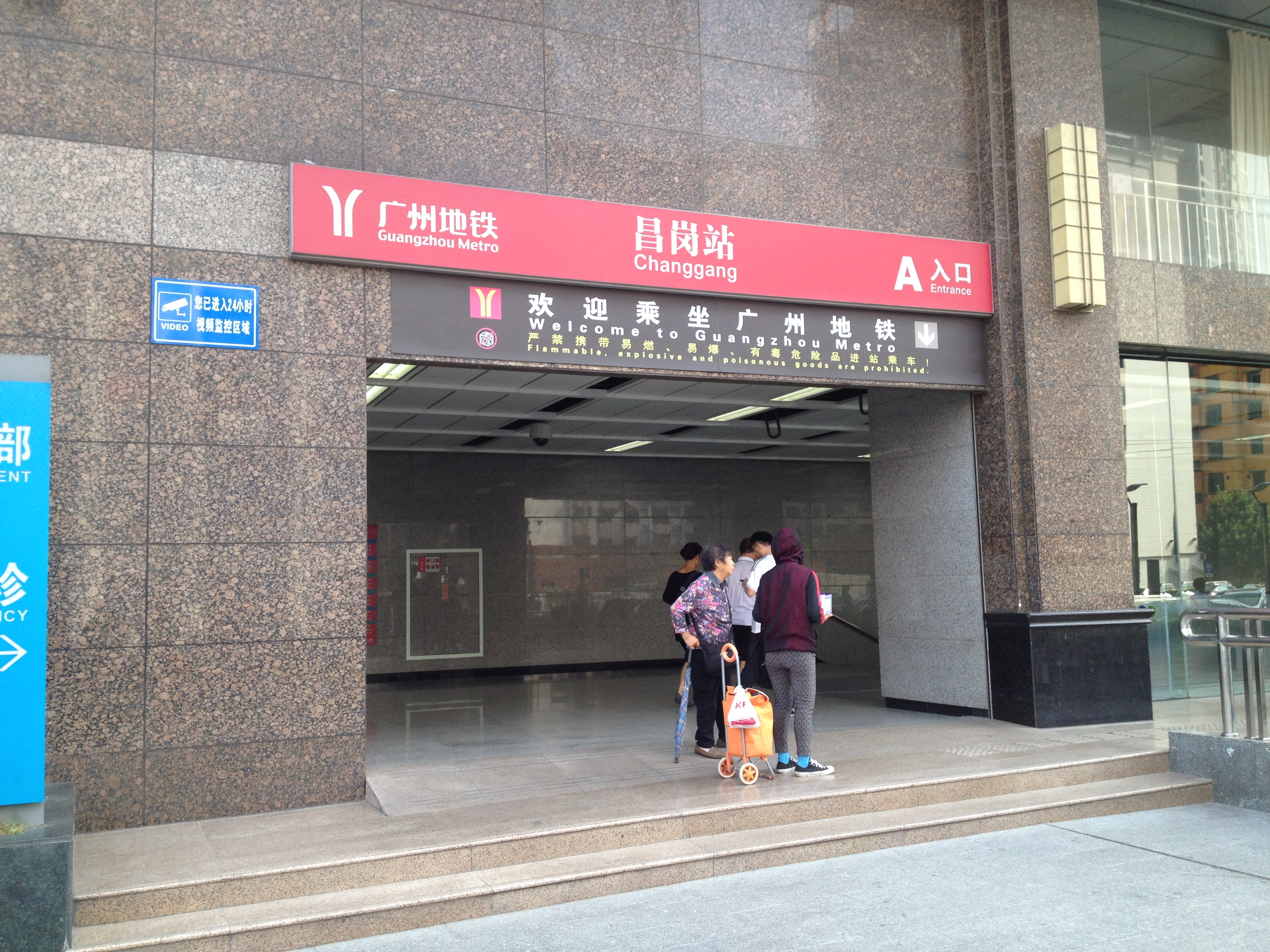
與昌岗院区2号楼共構的地鐵昌岗站A出入口

  - █3号线、█4号线：海傍站 A出口 向右沿亚运南路直走800米[11]。